# Mastigoproctus lacandonensis
Mastigoproctus lacandonensis o vinagrillo es un arácnido de la familia Thelyphonidae, orden Uropygi. Esta especie fue descrita por Ballesteros y Francke en el año 2006. El nombre “lacandonensis” hace referencia a la selva Lacandona, lugar donde fue hallada la especie.

## Nombre común
- Español: vinagrillo.

## Clasificación y descripción de la especie
Es un uropígido perteneciente a la familia Thelyphonidae, del orden Uropygi. Al igual que los demás integrantes de este orden, carece de glándulas de veneno. Cuando son adultos su coloración va de marrón oscuro hasta café. Presentan un flagelo en la parte posterior de su cuerpo, parecido a un látigo, por medio del cual segregan una sustancia que huele muy parecido al vinagre, de ahí deriva el nombre de “vinagrillo”. Sus pedipalpos son delgados y con una textura lisa, pulida y brillante. El primer par de patas asemeja a unas antenas, por ser alargadas y delgadas, por lo que no son utilizadas para caminar, sino como órganos sensoriales. Su tamaño es pequeño, su cuerpo (sin contar el flagelo) llega a medir de 0.6 a 2 cm de longitud.

## Distribución de la especie
Se conoce sólo en su localidad tipo, en la Reserva Comunal, sierra de la Cojolita, en el estado de Chiapas, México.

## Hábitat
Su hábitat es el bosque lluvioso tropical, se le encuentra debajo de troncos grandes.

## Estado de conservación
Debido al escaso conocimiento de las poblaciones de esta especie, actualmente no se encuentra listada bajo ningún tipo de categoría de riesgo en la normatividad mexicana o internacional.